# Vaillant (periodico)

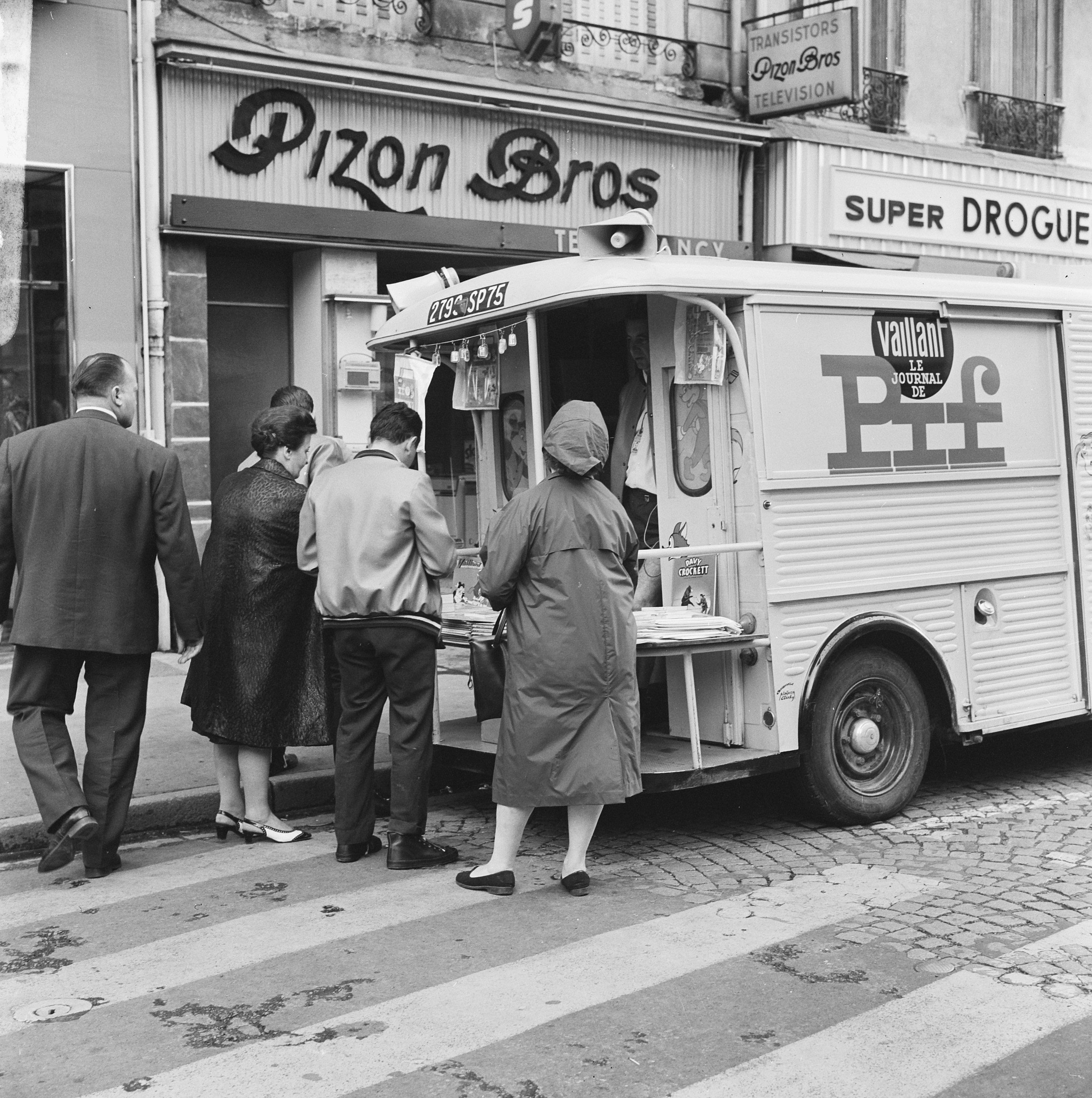
Promozione Vaillant, le journal de Pif durante il Tour de France 1966

Vaillant (poi Vaillant, le journal de Pif) è stato un settimanale francese di fumetti creato nel 1945, al quale collaborò tra i tanti anche José Cabrero Arnal. 
Il primo numero di Vaillant con il sottotitolo il giovane patriota. viene pubblicato il 1 giugno 1945. Vaillant il giovane patriota nasce sulle ceneri del periodico per ragazzi di fine seconda guerra mondiale Le Jeune Patriote, pubblicato dal 13 ottobre 1944.
Nel giugno del 1946 il periodico per ragazzi "Vaillant, giovane patriota" cambia nuovamente nome e diventa Vaillant. Nell'aprile del 1965 il giornale riduce le sue dimensioni e modifica il nome della testata in "Vaillant, il giornale di Pif". Nel 1969 il periodico prende una forma più dinamica e modifica il suo nome in Pif Gadget. La redazione utilizzo anche le tavole di Pif pubblicati sul quotidiano L'Humanité.
L'Editore Éditions Vaillant era la titolare non solo di questi periodici ma anche della rivista per ragazzi dai 6 ai 9 anni chiamata Pipolin les gaies images e del periodico mensile per bambini dai 3 ai 6 anni chiamato Roudoudou et Riquiqui. La sede della casa editrice si trovava al 126 di rue La Fayette nel X arrondissement di Parigi.

## Nascita
Il primo numero del giornale apparve il primo giugno 1945. Per quanto riguarda il nome Vaillant, da un lato si riferisce al movimento giovanile comunista "des Vaillants et des Vaillantes" (e come tale può essere considerato, agli esordi, una modesta emulazione francese della Komsomolskaja Pravda) ed evoca anche il titolo del noto giornale giovanile cattolico Cœurs Vaillants, pubblicato dal 1929 e poi temporaneamente censurato per essere continuato ad apparire durante l'occupazione. Il sottotitolo è il nome del giornale che lo sostituirà in futuro: Le Jeune Patriote. Poi arriva la dichiarazione dell'editore: Unione della Gioventù Repubblicana di Francia. La rivista Le Jeune Patriote dal 1942 esce autonomamente, come foglio ciclostilato per i giovani, durante la Liberazione era il giornale delle Forze unite della gioventù patriottica (Forces unies de la jeunesse patriotique, FUJP) sotto il controllo del Partito Comunista Francese. Questo giornale, di cui furono pubblicati 30 numeri tra l'ottobre 1944 e il giugno 1945, non era specificamente un fumetto, ma pubblicava testi illustrati che evocavano la Resistenza, e altro. Alcuni dei suoi illustratori provengono dall'illustre rivista Le Téméraire.
La scarsa diffusione, le restrizioni sulla carta e la riorganizzazione dei movimenti giovanili patriottici e comunisti portarono a un riorientamento del titolo e alla sua trasformazione in Vaillant le journal le plus captivant, poi, nel 1965 diventa Vaillant, le journal de Pif, infine, nel 1969 Pif gadget. La direttrice del nuovo giornale è un'ex insegnante, combattente della resistenza e comunista, Madeleine Bellet. Il caporedattore, anch'egli proveniente dai movimenti della Resistenza, era René Moreu, ex tipografo, che nel corso degli anni, oltre al lavoro di impaginazione e redazione, divenne illustratore di libri per ragazzi.

## Sviluppo
Nel 1945 è apparso il primo episodio della famosa serie Les Pionniers de l'Espérance, disegnata da Raymond Poivet su una sceneggiatura di Roger Lécureux. Sono apparse anche Le avventure di Placid e Muzo di Jacques Nicolaou e José Cabrero Arnal. Queste due serie appariranno per quasi un quarto di secolo, fino all'arrivo di Pif Gadget, e ancora oggi per Placid et Muzo.
Nel giugno 1946, a partire dal numero 59, Vaillant diventa un settimanale.
Nel luglio 1946, il riferimento al Movimento Giovani Comunisti di Francia (sinora presente nel sottotitolo) scomparve dalla testata del settimanale, mantenendo lo slogan le journal le plus captivant. Nel 1952, Pif le chien esordisce a colori su Vaillant, anche se la sua prima apparizione fu per il quotidiano L'Humanité nel 1945.
Nel 1956, Vaillant passa da 16 a 32 pagine. Arrivano nuovi illustratori, come Tabary con i suoi due personaggi Richard e Charlie. Sotto forma di indagine poliziesca, i nostri due eroi si recano al centro della Terra per scoprire un sorprendente popolo lillipuziano che vive in un universo di fuoco e lava. Questi piccoli abitanti, dapprima riluttanti all'arrivo sorprendente di questi due sconosciuti, diventano loro amici grazie a uno di loro, Vlugubu. Altre avventure attendono i due eroi, in particolare in Giappone.
In Vaillant Antonio Parras  (1959-1989), i fratelli Willy e Yves Groux (Willy dal 1958 al 1962 e Yves dal 1958 al 1965), Pierre Chery, Marc-René Novi e Jean-René Le Moing contribuirono come fumettisti dal 1958 in poi e Claude-Henri collaborò anche alle illustrazioni di P'tit Joc tra il 1961 e nel 1962.
Nel 1962, Vaillant fu l'ultimo grande settimanale per giovani a mantenere il formato grande dell'anteguerra. Di fronte alla concorrenza di Spirou, Tintin e soprattutto Pilote, la redazione di rue La Fayette decise di ridurre il formato della pubblicazione a quello dei concorrenti, passando però a 48 pagine. Nuovi illustratori si unirono al team Vaillant, in particolare Gérald Forton per Teddy Ted, André Chéret per Bob Mallard e Christian Gaty per Le Grêlé 7/13.
Nel settembre 1962, sul numero 906 di Vaillant, viene pubblicata la prima tavola di Nanar, Jujube e Piette disegnata da Marcel Gotlib, serie in cui apparirà Gai-Luron, prima come personaggio secondario, poi rapidamente come personaggio principale. Il fumettista Henry Blanc ha pubblicato prima con la rivista Vaillant dal 1966 al 1973 e successivamente con la rivista Pif Gadget dal 1974 al 1980 la serie Clairefontaine.
Poi arriverà Nikita Mandryka con Le avventure vegetali del cetriolo mascherato.
Il 24 febbraio 1969, esce l'ultimo numero di Vaillant, le journal de Pif  (n. 1238), e dal n. 1239, ventiquattro anni dopo la sua creazione, Vaillant diventa Pif Gadget.

## Aneddoti
Il 21 giugno 1964, uscì un numero speciale, il 997, di 100 pagine, per celebrare il n. 1000 pubblicato tre settimane dopo.

## Serie celebri pubblicate sul periodicoVaillant
| Série                                         | Anno | Scenografia | Disegno | Genere                 |
| --------------------------------------------- | ---- | --- | --- | ---------------------- |
| Ayak                                          | 1979 | Jean Ollivier | Eduardo Teixeira Coelho                                                                                                   | Avventura              |
| As (Les)                                      | 1963 | Greg | Greg | avventura e umorismo   |
| A. Bâbord e Père O.K.                         | 1949 | Eugène Gire | Eugène Gire | umorismo               |
| Arthur le fantôme justicier                   | 1953 | Jean Cézard | Jean Cézard | umorismo               |
| Biceps                                        | 1944 | Jean Ache | Jean Ache | umorismo               |
| Bob Mallard                                   | 1946 | Henri Bourbens e Rémy Bourlès                                                                                             | André Chéret | avventura              |
| Capitaine Apache                              | 1975 | Roger Lécureux | Norma |                        |
| Capitaine Cormoran                            | 1947 | Roger Lécureux e Jean Ollivier                                                                                            | Paul Gillon e Lucien Nortier                                                                                              |                        |
| Cogan                                         | 1983 | Jean Olivier | Christian Gaty, Jean-Jacques Chagnaud                                                                                     |                        |
| Corinne et Jeannot                            | 1966 | Tabary | Tabary | umorismo               |
| Couik                                         | 1969 | Jacques Kamb | Jacques Kamb |                        |
| Cythère, l'apprentie sorcière                 | 1978 | Fred (fumettista) | Fred (fumettista) |                        |
| Davy Crockett                                 | 1957 | Jean Ollivier | Eduardo Teixeira Coelho con Kline                                                                                         | avventura (western)    |
| Dicentim                                      | 1973 | Jacques Kamb | Jacques Kamb |                        |
| Docteur Justice                               | 1970 | Jean Ollivier | Carlo Raffaele Marcello                                                                                                   |                        |
| Erik le Rouge                                 | 1976 | Jean Ollivier | Eduardo Teixeira Coelho                                                                                                   | avventura              |
| Fanfan la Tulipe                              | 1952 | Jean Prado, Jean Sanitas                                                                                                  | Etienne Le Rallic, Lucien Nortier e Christian Gaty                                                                        |                        |
| Fifi, gars du maquis                          | 1945 | Roger Lécureux | Auguste Liquois |                        |
| Fils de Chine                                 | 1950 | Roger Lécureux | Paul Gillon |                        |
| Gai-Luron                                     | 1964 | Gotlib | Gotlib | umorismo               |
| Grabadu e Gabaliouchtou                       | 1958 | Tabary, Louis Cance e Annie Gacon                                                                                         | Tabary | umorismo               |
| Group-Group                                   | 1956 | Sani e jean Ollivier | Ramon Monzon e José Arnal Cabrero                                                                                         |                        |
| Hercules (Ercole)                             | 1950 | José Cabrero Arnal, Yannick Hodbert                                                                                       | Michel Motti, Roger Mas                                                                                                   |                        |
| Horace, cheval de l'Ouest                     | 1970 | Jean-Claude Poirier | Jean-Claude Poirier |                        |
| Jacques Flash                                 | 1956 | Pierre Castex, Max Lenvers, Maugis, Monzon, Lucien Nortier e Georges Rieu                                                 | René Deynis | avventura              |
| Jean Richard enquête                          | 1973 | Gil Das | Cabrol |                        |
| Jean et Jeannette                             | 1950 | Jean Ollivier, Roger Lécureux, René Deynis, Pierre Castex e Jacques Kamb                                                  | Jacques Souriau, Luis Cance e René Deynis                                                                                 | avventura              |
| Jérémie                                       | 1968 | Sattouf | Paul Gillon e Luis Cance                                                                                                  |                        |
| I Robinson della terra                        | 1979 | Roger Lecureux | Alfonso Font |                        |
| La Jungle en folie                            | 1969 | Christian Godard | Mic Delinx | umorismo               |
| La pension Radicelle                          | 1947 | Eugène Gire | Eugène Gire | umorismo               |
| Le Concombre masqué                           | 1965 | Mandryka | Mandryka | umorismo               |
| Le Furet                                      | 1975 | Jean Ollivier | Eduardo Teixeira Coelho                                                                                                   | avventura              |
| Le Grêlé 7/13                                 | 1962 | Roger Lécureux Christian Gaty                                                                                             | Lucien Nortier e Claude-Henri                                                                                             | avventura (resistenza) |
| Léo bête à part                               | 1969 | Jean Sanitas | Roger Mas (illustratore)                                                                                                  |                        |
| Leonard                                       | 1974 | Bob de Groot | Turk |                        |
| Les Rigolus et les Tristus                    | 1969 | Jean Cézard | Jean Cézard | fantascienza           |
| Les aventures de R. Hudi Junior et de Nitrate | 1975 | Eugène Gire | Eugène Gire | umorismo               |
| Les Enquêtes de Ludo                          | 1969 | Cyrille De Neubourg e Henri Crespi                                                                                        | Marc Moallic |                        |
| Loup Noir                                     | 1969 | Jean Ollivier | Kline |                        |
| I Pionieri della Speranza                     | 1945 | Roger Lécureux | Raymond Poivet | fantascienza           |
| Lynx blanc                                    | 1947 | Roger Lécureux | Paul Gillon e | avventura              |
| Marine (fumetto)                              | 1979 | François Corteggiani | Pierre Tranchand |                        |
| Milo Marat                                    | 1973 | Bonvi | Mario Gomboli |                        |
| M le Magicien                                 | 1968 | Massimo Mattioli | Massimo Mattioli |                        |
| Nanar, Jujube et Piette                       | 1962 | Marcel Gotlib | Marcel Gotlib | umorismo               |
| Nasdine Hodja                                 | 1946 | Roger Lécureux (qui firmato con lo pseudonimo Hertel)                                                                     | Si succedono quattro disegnatori: René Bastard, R. Violet, Pierre Le Guen e Pier Le Goff.                                 | avventura              |
| Nestore e Polluce                             | 2004 | Fabrice Tarrin, Fred Neidhardt                                                                                            | O'Groj |                        |
| Noël et Marie                                 | 1988 | Jean-Olivier, François Corteggiani                                                                                        | Marie Paul Alluard, Jean-Yves Mitton                                                                                      |                        |
| Pif le chien                                  | 1952 | José Cabrero Arnal con Louis Cance, François Dimberton, Michel Motti, François Corteggiani, Giorgio Cavazzano e Roger Mas | José Cabrero Arnal con Louis Cance, François Dimberton, Michel Motti, François Corteggiani, Giorgio Cavazzano e Roger Mas | umorismo               |
| Pifou                                         | 1958 | Roger Mas | Roger Mas | umorismo               |
| Pipolin                                       | 1957 | Eduardo Teixeira Coelho, Gilda Teixeira Coelho e Luda                                                                     | Eduardo Teixeira Coelho                                                                                                   | umorismo               |
| Placido et Musetto                            | 1946 | Jacques Nicolaou e José Cabrero Arnal                                                                                     | Jacques Nicolaou e José Cabrero Arnal                                                                                     | umorismo               |
| P'tit Joc                                     | 1952 | Jean Ollivier | André Joy | avventura              |
| Rahan                                         | 1969 | Roger Lécureux e Jean-François Lécureux                                                                                   | André Chéret, Guido Zamperoni, Enrique Badía Romero e José de Huescar                                                     | Avventura              |
| Ragnar le Viking                              | 1955 | Jean Ollivier | Eduardo Teixeira Coelho (alias Martin Sièvre)                                                                             | avventura              |
| Richard et Charlie                            | 1956 | Tabary | Tabary | umorismo               |
| Robin Hood                                    | 1965 | Jean Ollivier | Lavoro di gruppo dei fumettisti: Lucien Nortier, Christian Gaty e Charlie Kiefer                                          | avventura              |
| Sam Billie Bill                               | 1959 | Roger Lécureux | Lucien Nortier | western                |
| Sandberg Père et Fils                         | 1975 | Patrick Cothias | Alfonso Font |                        |
| Supermatou                                    | 1975 | Jean-Claude Poirier | Christian Flamand |                        |
| Surplouf le petit corsaire                    | 1973 | Jean Cézard | Jean Cézard | avventura              |
| Teddy Ted                                     | 1963 | Jacques Kamb più Roger Lécureux                                                                                           | Francisco Hidalgo con Gérald Forton                                                                                       | western                |
| Taranis, fils de la Gaule                     | 1976 | Víctor Mora | Carlo Raffaele Marcello                                                                                                   |                        |
| Tarao                                         | 1982 | Roger Lécureux | Raphaël Marcello |                        |
| Totoche                                       | 1959 | Tabary | Tabary | avventura              |
| Yves le Loup                                  | 1947 | Jean Ollivier | René Bastard e quattro episodi disegnati da Eduardo Teixeira Coelho                                                       | avventura              |
| Wango                                         | 1957 | Jean Ollivier, Roger Lécureux con Georges Rieu                                                                            | Eduardo Teixeira Coelho più Paul Gillon                                                                                   | avventura              |
| Zor et Mlouf contre 333                       | 1959 | Jean Sanitas | Jacques Kamb |                        |

## Principali autori del periodicoVaillant
- Jean Ache
- José Cabrero Arnal
- René Bastard
- Rémy Bourlès
- Max Brunel
- Pierre Castex
- Jean Cézard
- André Chéret
- Eduardo Teixeira Coelho (alias Martin Sièvre)
- Jean-Claude Forest
- Gérald Forton
- Paul Gillon
- Eugène Gire (alias Eu. Gire)
- Christian Godard
- Marcel Gotlib
- Michel Greg
- Jacques Kamb
- Kline
- Roger Lécureux
- Nikita Mandryka
- Roger Mas
- Mat
- Massimo Mattioli
- Jean Ollivier
- Jacques Nicolaou
- Lucien Nortier
- Jean Ollivier
- Raymond Poïvet
- Jean Trubert

## Redattori del periodicoVaillant
- René Moreu
- Madeleine Bellet
- Richard Medioni
- Georges Rieu